# 香港熄燈
香港熄燈，是香港一個具有環境保護與節約能源性質的民間活動，創始於2006年。

## 2006年活動
香港熄燈最早是由一群香港南丫島外籍居民於2006年所發起，呼籲香港市民在香港時間2006年8月8日20點整，把所有裝飾、營業場所或家居燈光關掉三分鐘（20:00-20:03），借此形式抗議香港用電量過高導致空氣污染，已嚴重至影響居民生活以至國際形象，並鼓勵市民關心現時的生活環境。
該活動亦有向香港政府提出暫停當晚維多利亞港「幻彩詠香江」活動，不過在8月5日接獲回覆，指擔心影響旅遊中心形象，表明不會響應行動。該活動雖未引起民眾普遍關切，但已得到立法會、蘭桂坊部分食肆、昂坪360與部分商戶的響應。活動過後支持團體之一「綠色和平」表示是好的開始，已達喚起市民關注空氣污染的目的。

## 2008年活動
2008年，環保團體香港地球之友再度發起取名「夠照」的熄燈運動，並且在6月21日夏至夜的20:30〜21:30，動員到超過142座建築物響應熄燈至少一小時。參與建築物包括國際金融中心二期、匯豐銀行、中國銀行大廈、中環廣場、中環中心、香港會議展覽中心、長江集團中心、英國駐香港總領事館、浸會醫院、香港城市大學等地標性建築物。
而2006年反對支持熄燈的特首曾蔭權，這一次作出了正面的反應，還要求政府部門「積極支持」。最後，代表特區的香港品牌飛龍標誌、尖沙嘴的奧運五環、香港文化中心、大會堂、機電工程署總部大樓，均有熄燈。
香港這一次的熄燈活動，還連結到日本、台灣、南韓、中國內地等數十個城市的參與。
特首曾蔭權在08年底發表的施政報告，承諾研究考慮立法規管光污染。管制路燈的路政署，則回覆地球之友稱，答應一年內改善滋擾公眾的掛牆路燈。政府部門旅遊事務署也正式回覆香港地球之友，承諾在2009年6月21日的夏至夜，會暫停當晚的「幻彩詠香江」項目，以響應熄燈運動。

## 2009年活動
2009年，香港分別有兩場大型的熄燈活動。首先是世界自然基金會澳洲分會發動的「地球一小時」，香港有兩千多座建築物及機構響應。而到了6月21日夏至的「夠照」熄燈，更有多達3,500座大廈及機構的參與，再創香港熄燈運動的紀錄，並且把平日「光燦燦」的維港夜空調暗60%。尖沙嘴星光大道會放置約100台天文望遠鏡，讓海濱成為最大的觀星舞台，吸引3萬至5萬名市民參加。
此外，地球之友又發起《夠照‧熄燈》約章 (Dim it Charter)，邀請企業簽署，承諾從2009年6月21日熄燈夜開始，長期做到以下兩大重點：第一是避免浪費能源，企業不晚於24點關掉射燈等戶外照明。第二是避免製造光滋擾，承諾不用過亮的戶外照明；租用戶外燈光照明時，避免位於住宅外牆的招牌。結果有多達1,086座建築或機構簽署，願意成為關顧地球和社區的好鄰居。

## 外部連結
- 香港地球之友[]
- 香港地球之友「夠照」網頁[永久]
- 香港地球之友2008年6月21日熄燈晚會片段 （页面存档备份，存于）
- 2008年6月21日熄燈晚會片段

## 參與資料
1. ↑  .   [2009-03-14]. （原始内容存档于2017-03-30）. （页面存档备份，存于）